# Cambarus longirostris
Cambarus longirostris är en kräftdjursart som beskrevs av Faxon 1885. Cambarus longirostris ingår i släktet Cambarus och familjen Cambaridae. IUCN kategoriserar arten globalt som livskraftig. Inga underarter finns listade i Catalogue of Life.